# Радзівіллувка
Радзівіллувка (пол. Radziwiłłówka) — село в Польщі, у гміні Мельник Сім'ятицького повіту Підляського воєводства. Населення — 163 особи (2011).

## Історія
Вперше згадується 1576 року.
У 1975—1998 роках село належало до Білостоцького воєводства.

## Демографія
Демографічна структура станом на 31 березня 2011 року:
|          | Загалом | Допрацездатний вік | Працездатний вік | Постпрацездатний вік |
| -------- | ------- | ------------------ | ---------------- | -------------------- |
| Чоловіки | 77      | 7                  | 48               | 22                   |
| Жінки    | 86      | 5                  | 43               | 38                   |
| Разом    | 163     | 12                 | 91               | 60                   |